# Vztyčení vlajky na Ground Zero

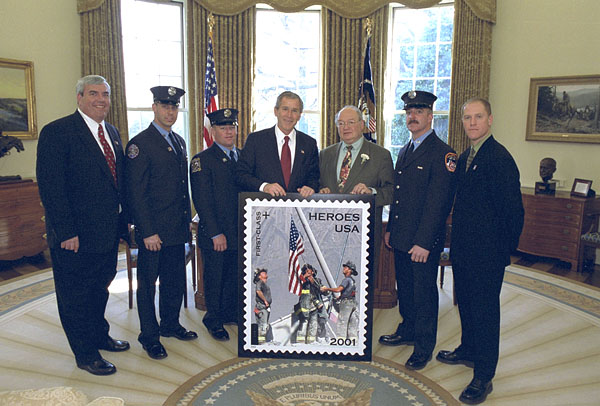
Fotografie z 11. března 2002, představení poštovní známky v Bílém domě. Zleva: John E. Potter; hasiči Billy Eisengrein a George Johnson; George W. Bush; poslanec Sněmovny reprezentantů Gary Ackerman (sponzor známky); hasič Dan McWilliams a fotograf Thomas E. Franklin

Vztyčení vlajky na Ground Zero je fotografie Thomase E. Franklina pořízená 11. září 2001 a otištěná poprvé v novinách The Record (Bergen County, NJ).
Obrázek ukazuje tři newyorské hasiče při vztyčování americké vlajky na Ground Zero, místě zřícených mrakodrapů Světového obchodního centra po útocích z 11. září. Oficiální názvy pro fotografii, použité v The Record, jsou Hasiči vztyčují vlajku a Hasiči vztyčují vlajku na Ground Zero. Na titulní straně The Record se fotografie objevila 12. září 2001. Noviny fotografii poskytly také Associated Press a ta se tak objevila na obálkách mnoha novin po celém světě. Často je přirovnávána k fotografii Vztyčování vlajky na Iwodžimě, pořízené Joe Rosenthalem během druhé světové války.